# Johann Nepomuk Fromherz

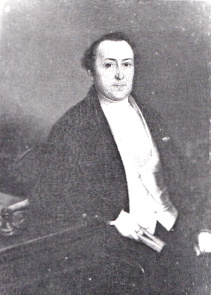
Johann Nepomuk Fromherz – nach einem Ölgemälde in Familienbesitz

Johann Nepomuk Fromherz (* 16. Mai 1801 in Freiburg im Breisgau; † 15. Dezember 1892 ebenda) war ein badischer Beamter und Politiker.

## Leben
Johann Nepomuk Fromherz wurde als Sohn des Hofgerichtsadvokaten Joseph Fromherz (1763–1844) und dessen Ehefrau, Elisabeth Jäck, geboren. Er studierte nach dem Besuch des Freiburger Gymnasiums Philosophie und Rechtswissenschaften in Freiburg. Während seines Studiums wurde er 1818 gemeinsam mit seinem Bruder Karl Fromherz Mitglied der Alten Freiburger Burschenschaft. 1822 wurde er Rechtspraktikant in Waldkirch, Triberg und Freiburg. 1829 wurde er Assessor am Freiburger Kreisamtsdirektorium. 1835 avancierte er zum Regierungsrat bei der Regierung des Oberrheinkreises, wo er unter dem Regierungsdirektor August Marschall von Bieberstein arbeitete. Da er diese Tätigkeit nicht aufgeben wollte, lehnte er eine Berufung als Vertreter der Freiburger Universität in der Ersten Kammer des Badischen Landtags ab.
Während der Badischen Revolution von 1848/49 kam Fromherz eine Mittlerrolle zwischen der großherzoglichen Regierung und diversen eingesetzten Militärverbänden zu. Bereits am 17. März 1848 – vor der Offenburger Versammlung – wurde er zum Ministerialkommissär ernannt und sollte mit dem Freiburger Infanterieregiment gegen die Revolutionäre ziehen, sofern in Offenburg der bewaffnete Aufstand propagiert würde. Am 6. April 1848 wurde er zum Regierungskommissär bei den württembergischen Bundestruppen unter General Moriz von Miller ernannt. Er versuchte deren Einmarsch in das Großherzogtum Baden zu verzögern. Erst nach dem Marsch von Friedrich Heckers Freischaren auf Donaueschingen marschierten die Württemberger ein, wobei sie von Fromherz begleitet wurden. Fromherz dokumentierte in einem Bericht das Gefecht bei Dossenbach zwischen den Württembergern und der Deutschen Demokratischen Legion  von Georg Herwegh.
Am 24. Mai 1848 wurde er von Johann Baptist Bekk, mit dem er gemeinsam in der Freiburger Burschenschaft aktiv war, an die Spitze der Seekreisregierung berufen, um die dortigen Situation nach dem Heckerzug zu beruhigen. Sein Amtsvorgänger Joseph Ignatz Peter hatte sich der Revolution angeschlossen. Beim dritten badischen Aufstand im Mai 1849 verweigerte Fromherz der provisorischen Regierung die Gefolgschaft und floh nach Lindau. Nach der Niederschlagung der Revolution kehrte er am 10. Juli 1849 mit den Bundestruppen nach Konstanz zurück. Nachdem die hessischen Bundestruppen am 21. Juli 1849 eine kleine Strafexpedition in die badische Exklave Büsingen unternommen und damit eine 9 Tage andauernde Krise zwischen der Schweiz und dem Deutschen Bund auslösten (Büsinger-Handel), bemühte sich Fromherz um eine Verständigung mit den schweizerischen Nachbarkantonen, die jedoch auf die Kompetenz der Zentralbehörden verwiesen.
Er wurde 1850 als Abgeordneter für die Amtsbezirke Waldkirch und Elzach für eine Amtsperiode in die Zweite Kammer gewählt, wo er zur Gruppe der gemäßigt liberalen Abgeordneten gehörte.
Von 1855 bis 1863 gehörte er als vom Großherzog ernanntes Mitglied der Ersten Kammer an. Als die neue liberale Regierung unter August Lamey 1864 die Kreisregierungen im Großherzogtum Baden auflöste, wurde er im Oktober 1864 vorzeitig in den Ruhestand versetzt.

## Ehrungen
- 1852: sizilianischer Verdienstorden Franz I.
- 1862: Ernennung zum Geheimen Rat
- Ritterkreuz des Ordens vom Zähringer Löwen
- preußischer Roter Adlerorden II. Klasse